# رضا حسن تکر
رضا حسن تکر (عربی: رضا حسن تُكر فلاتة؛ زادهٔ ۲۹ نوامبر ۱۹۷۵) بازیکن فوتبال اهل عربستان سعودی است. وی در تیم ملی فوتبال عربستان سعودی بازی کرده‌است. او عضو تیم ملی کشورش در جام‌های جهانی ۲۰۰۲ و ۲۰۰۶ بوده‌است.